# Marc-André Vogt
Marc-André Vogt  (* 10. September 2000) ist ein Schweizer Unihockeyspieler, der beim Nationalliga-A-Verein SV Wiler-Ersigen unter Vertrag steht.

## Karriere

### Verein
Vogt stammt aus dem Nachwuchs des SV Wiler-Ersigen und debütierte für ebendiesen während der Saison 2020/21.

### Nationalmannschaft
Zwischen 2017 und 2019 spielte Vogt für die Schweizer U19-Unihockeynationalmannschaft und nahm mit ihr an der Weltmeisterschaft in Halifax teil.